# تپه زرنگول ۱
تپه زرنگول ۱ مربوط به عصر آهن است و در شهرستان ابهر، بخش مرکزی، دهستان صایین قلعه، ۱۹۵۰ متری جنوب شرقی روستای چرگر واقع شده و این اثر در تاریخ ۲۶ اسفند ۱۳۸۶ با شمارهٔ ثبت ۲۲۱۹۴ به‌عنوان یکی از آثار ملی ایران به ثبت رسیده است.